# Peter Johan Monrad
Peter Johan Monrad (født 18. maj 1758 i Kristiania, død 23. januar 1834 i København) var en norsk-dansk kancellideputeret.
P.J. Monrad var en søn af rektor ved Kristiania lærde skole Søren Seerup Monrad (født 1728, død 1788) og Elisabeth, født Bering (død 1774). Han dimitteredes 1776 af sin fader til Københavns Universitet. Han tog det følgende år philosophicum og studerede derefter medicin, men opgav 1779 dette studium for som volontær at indtræde i danske Kancelli. Her blev han i 1781 kopist og 1786 kancellist, og han varetog 1789-90 under konferensråd Peter Aagaards langvarige sygdom, med stor dygtighed og energi dennes forretninger som chef for 1. deputeredes kontor og udnævntes sidstnævnte år til ekspeditionssekretær i Kancelliet.
1799 blev han assessor i Kancellikollegiet og chef for det norske ekspeditionskontor, 1801 chef for Kancelliets revisionsdepartement, 1803 deputeret, 1804 overtog han tillige departementet for Lens- og Udskrivningssager, 1826 blev han 1. deputeret, i hvilken stilling han døde 1834.
Han var 1780 blevet kancellisekretær, 1794 kancelliråd, 1801 justitsråd, 1803 etatsråd, 1812 konferensråd, og 1828 tildeltes der ham Kommandørkorset af Dannebrog.
Han var en kundskabsrig, begavet og alsidig interesseret mand, på hvis store arbejdsevne der på mange måder lagdes beslag. Således var han medlem af kommissionen angående de norske bygselgårdes overdragelse til embedsboliger, af forskellige, det borgerlige militære og landmilitsvæsenet vedrørende kommissioner, af kommissionerne for Christiansborg Slots samt Københavns råd- og domhus' genopførelse efter brandene i henholdsvis 1794 og 1795, for Fødsels- og Plejestiftelsen, for nordiske Oldsagers Bevarelse og for den Arnæmagnæanske Stiftelse, desuden direktør for Blindeinstituttet og for den Wærnske stiftelse med videre.
Af Collegial-Tidende var han medudgiver fra 1798 til sin død. Han ejede en stor og værdifuld mineraliesamling samt en betydelig samling af gemmer og mønter og var medlem af forskellige udenlandske videnskabelige selskaber.
24. april 1789 ægtede han Cecilia Kirstine Sørensen, født Martin (døbt i København 25. oktober 1761, død 5. april 1839), en datter af guldsmed Eilert Martin og Ellen Elisabeth født Egholm. Han er begravet på Frederiksberg Ældre Kirkegård.